# 木村茜 (1996年生)
木村 茜（きむら あかね、1996年5月21日 - ）は、日本の女優（元・子役）。東京都出身。元セントラルグループ・セントラル子供タレント所属。一般社団法人映像コンテンツ権利処理機構においては不明権利者とされている。

## 人物
- 趣味は、『パイレーツ・オブ・カリビアン』のグッズ集め。
- 特技は、ピアノ、なわとび、水泳。

## 出演

### 映画
- 北の零年（2005年）

### テレビドラマ
- 松本清張没後10年記念・張込み（2002年3月2日、テレビ朝日）
- 恋愛偏差値 第1章（2002年7月4日 - 25日、フジテレビ） - 砂川明日美 役
- 薔薇の十字架（2002年、フジテレビ）
- 顔（2003年、フジテレビ） - 中嶋しおり 役
- すいか （2003年、日本テレビ） - 芝本ゆか（幼少） 役
- マンハッタンラブストーリー（2003年、TBS）
- スカイハイ2（2004年1月16日 - 3月19日、テレビ朝日） - 朝倉桃子 役
- 土曜ドラマ クライマーズ・ハイ（2005年12月10日・17日、NHK総合） - 悠木由香 役
- 愛の劇場 ママはバレリーナ（2005年12月19日 - 2006年2月3日、TBS） - 篠崎有里沙 役
- 相棒（2006年、テレビ朝日） - 竹下さつき 役
- 未来講師めぐる（2008年、テレビ朝日）第7話 - 手塚ジュン 役
- いのちのいろえんぴつ（2008年3月22日、テレビ朝日） - 内山琴美 役
- 土曜時代劇 陽炎の辻〜居眠り磐音 江戸双紙〜2（2008年9月6日 - 11月22日、NHK） - 竹村早苗 役
- 土曜時代劇 陽炎の辻〜居眠り磐音 江戸双紙〜3（2009年4月18日 - 、NHK） - 竹村早苗 役

### バラエティ
- SMAP×SMAP 木村家の人々

### CM
- イトーヨーカ堂
- マクドナルド ハッピーセット
- ちふれ化粧品
- トーホー かんごふさんパック、たのしい回転ずし
- 仙台銀行
- 講談社 テレビマガジン
- 愛知万博 日立館
- セイコーエプソン ベルマーク運動
- シダックス
- ライオン ソフラン

### ビデオパッケージ
- トミー（現：タカラトミー） ちびポケハウス

### CDロム
- 日立ビルシステム

## 書籍
- 世界文化社「ノッポさんの劇あそび」
- 世界文化社「プリプリBooks」

### 雑誌
- 小学館 幼児と保育
- 世界文化社 プリプリ
- 学研 デジタルキャパ